# 여자의 성 (1984년 영화)
"여자의 성"은 한국에서 제작된 문여송 감독의 1984년 영화이다. 최선아 등이 주연으로 출연하였고 정웅기 등이 제작에 참여하였다.

## 출연

### 주연
- 최선아
- 이희성
- 이구순
- 전영재

## 기타
- 조명: 마용천
- 녹음: 손인호